# Wiryeseong
Wiryeseong (kor. 위례성; hanja 慰禮城) – pierwsza stolica Baekje, jednego z Trzech Królestw Korei. Miasto znajdowało się na obszarze współczesnego Seulu w jego północno-wschodniej części. Według kroniki Samguk Sagi Onjo, syn Dongmyeonga, założył królestwo Sipje (십제; 十濟; później Baekje) na terenie Wiryeseong w 18 p.n.e.